# 庄司宇秀
庄司 宇秀（しょうじ たかひで、1949年(昭和24年)2月12日 - ）は、日本の実業家。ラサ工業株式会社社長。

## 人物
- 宮城県出身。1971年（昭和46年）中央大学商学部を卒業。[3]

## 経歴
- 1971年（昭和46年）4月 ラサ工業株式会社入社
- 1992年（平成4年）7月 ラサ工業株式会社総務部総務人事課長
- 1998年（平成10年）7月 ラサ工業株式会社化成品事業部営業部営業二課長
- 2000年（平成12年）10月 ラサ工業株式会社化成品事業部営業部大阪営業所長
- 2002年（平成14年）4月 ラサ工業株式会社総務部次長
- 2003年（平成15年）6月 ラサ工業株式会社総務部長
- 2006年（平成18年）5月 ラサスティール株式会社代表取締役社長
- 2006年（平成18年）6月 ラサ工業株式会社取締役総務部長
- 2009年（平成21年）6月 ラサ工業株式会社常務取締役総務部長
- 2010年（平成22年）6月 ラサ工業株式会社常務取締役総務部・機械事業部担当
- 2011年（平成23年）6月 ラサ工業株式会社代表取締役社長[1]
- 2019年（令和元年）ラサ工業株式会社取締役会長（現任）[2]